# Reformy Petra Velikého

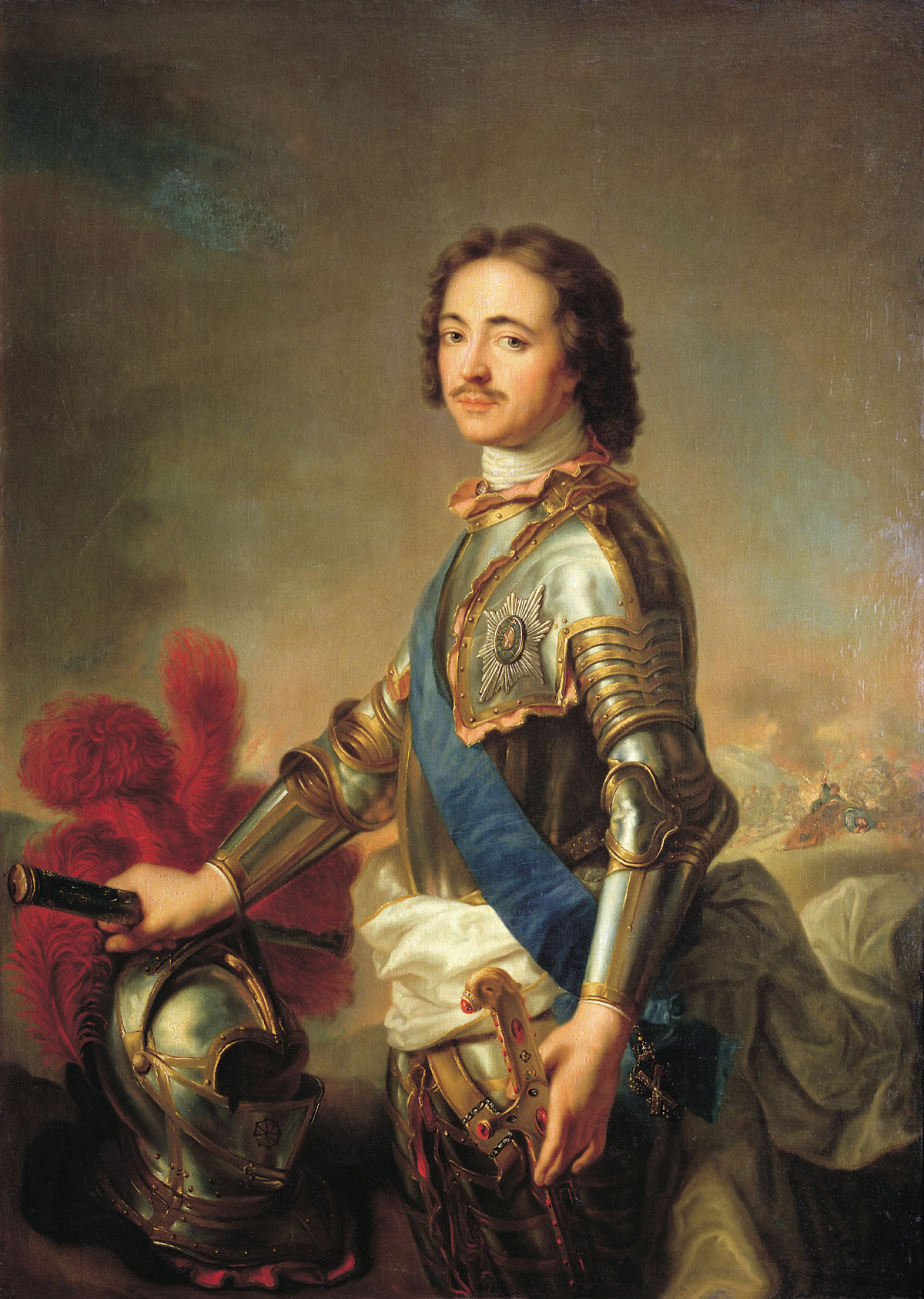
Petr I. Veliký s Řádem sv. Ondřeje

Reformy Petra I. Velikého (rusky Реформы Петра I) byly změny ve státním a společenském životě, uskutečněné v době panování ruského cara Petra I. Velikého. Hlavními ideology, kteří teoreticky zdůvodňovali Petrovy reformy, byli představitelé takzvané „učené družiny“. Celou státnickou činnost Petra I. je možné zhruba rozdělit na dvě období: v letech mezi 1696—1715 a 1715—1725.
První etapa reforem se vyznačovala spíše spěšností, a ne vždy zcela promyšleným postupem, což se projevilo ve vedení severní války. Reformy byly namířeny zejména na získávání prostředků na vedení války, byly prováděny násilným způsobem a často nevedly ke kýženému výsledku. Kromě státních reforem se v první etapě zaváděly rozsáhlé změny s cílem modernizace a zlepšení běžného života. V druhém období již byly reformy daleko systematičtější a směřovaly více na vnitřní výstavbu státu.

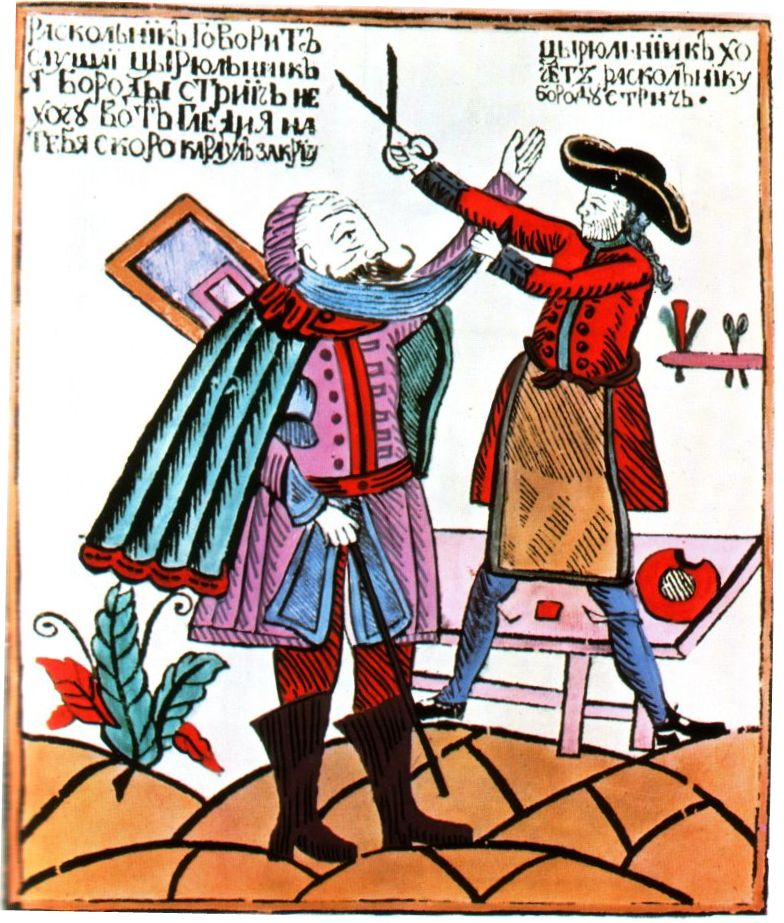
Vousy byly považovány za symbol zaostalosti, Petr Veliký je proto zakázal

Celkově byly reformy Petra Velikého namířeny na upevnění ruského státu a orientace vládnoucí třídy obyvatelstva k západoevropské kultuře se současným upevněním absolutní monarchie. Na sklonku panování Petra I. bylo vytvořeno mocné Ruské impérium, v jehož čele stál imperátor, požívající absolutní moci. V důsledku reforem byla překonána technicko-ekonomická zaostalost Ruska oproti ostatním evropským státům, byl vydobyt přístup k Baltskému moři, provedeny dalekosáhlé změny ve všech sférách života ruského obyvatelstva. Současně však byly zcela vyčerpány národní prostředky, rozrostl se úřednický aparát, byly vytvořeny předpoklady (Výnos o následnictví) pro případ krize vlády, vedoucí k epoše palácových převratů.